# Hubert Burda
Hubert Burda, nemški umetnostni zgodovinar, publicist, poslovnež, pedagog in akademik, * 9. februar 1940.
Trenutno je predsednik odbora in lastnik Hubert Burda Media. Je najmlajši od treh sinov Franza in Aenne Burda; poročen je z Mario Furtwängler.
Je član Evropske akademije znanosti in umetnosti.